# Anna Hetman
Anna Hetman z domu Kowalska (ur. 24 lipca 1962 w Tarzymiechach) – polska polityk, działaczka samorządowa, profesor oświaty i oligofrenopedagog, w latach 2014–2024 prezydent Jastrzębia-Zdroju.

## Życiorys
Anna Hetman urodziła się w Tarzymiechach jako córka Mieczysława i Krystyny Kowalskich. Została absolwentką oligofrenopedagogiki w Wyższej Szkole Pedagogiki Specjalnej w Warszawie; odbyła również studia podyplomowe z zakresu logopedii, zarządzania i organizacji w oświacie oraz komunikacji alternatywnej i wspomagającej. Zawodowo związała się ze szkolnictwem powszechnym i następnie specjalnym. Uzyskała tytuł honorowy profesora oświaty. Jest autorką publikacji naukowych z zakresu oświaty.
Pracowała w powszechnej szkole podstawowej i w przedszkolu, od 1991 była zatrudniona w szkole specjalnej przy Domu Nauki i Rehabilitacji. W 2002 została dyrektorem nowo powstałego Zespołu Szkół nr 10 im. ks. prof. Józefa Tischnera w Jastrzębiu-Zdroju.
W 2010 została wybrana na radną Sejmiku Województwa Śląskiego IV kadencji z ramienia Platformy Obywatelskiej. W wyborach w 2014 ubiegała się o prezydenturę Jastrzębia-Zdroju jako bezpartyjna kandydatka z ramienia PO. Wygrała w drugiej turze głosowania, pokonując pełniącego dotychczas tę funkcję Mariana Janeckiego z wynikiem 57,8% głosów. W 2018, startując z komitetu Koalicja Anny Hetman oraz z poparciem PO, PSL i stowarzyszeń lokalnych, otrzymała 50,7% głosów, wygrywając w pierwszej turze (jako pierwszy kandydat w Jastrzębiu-Zdroju od wprowadzenia w 2002 wyborów bezpośrednich). W 2024 nie uzyskała reelekcji, z wynikiem 45,3% głosów przegrywając w drugiej turze. Została natomiast wybrana w skład rady miejskiej.

## Życie prywatne
Mężatka, ma dwóch synów, w tym Rafała, reportażystę i autora książek.

## Odznaczenia i wyróżnienia
Otrzymała Srebrny (2019) i Brązowy (2007) Krzyż Zasługi. W 2022 znalazła się na czternastym miejscu w rankingu najlepszych prezydentów polskich miast według tygodnika „Newsweek”.